# Ports & Chords
Ports & Chords ist das fünfte Studioalbum der deutschen Punkrock-Band Itchy Poopzkid, das im Januar 2013 erschien. Es ist das erste Album der Band, auf dem Max Zimmer am Schlagzeug zu hören ist.

## Entstehung und Veröffentlichung
Die Erstveröffentlichung von Ports & Chords erfolgte am 25. Januar 2013 beim selbstgegründeten Musiklabel Findaway Records. Das Album erschien in seiner Originalausführung als CD (Katalognummer: 6414057), Download und LP (Katalognummer: 6414062) mit 14 Titeln. Darüber hinaus erschien auch eine Deluxeversion mit Bonus-DVD, die Making-ofs, Aufnahmen von 10 Years of Tightness Live in Ulm sowie eine Diashow beinhaltet. Als Verstärkung für The Pirate Song holten sich Itchy Poopzkid Guido Knollmann von den Donots und bei She Said singt Sibbi ein Duett zusammen mit Charlotte Cooper von The Subways.
Für den Titel With Heads Held High konnten die Fans den Refrain einsingen und ihre Aufnahme ins Studio schicken. Über 1.000 Stimmen sind im letzten Refrain zu hören und mit Namen im Begleitheft abgedruckt. Um die Einsendungen kümmerte sich Schlagzeuger Max Zimmer.

## Titelliste
1. We Say So
2. The Pirate Song (feat. Guido Knollmann)
3. Tonight
4. The Future
5. I Believe
6. Get Up Get Down
7. Things I Would Love to Have Said
8. Dying for a Six-String
9. Thou Shalt Not Be Slow
10. Where I Wanna Be
11. She Said (feat. Charlotte Cooper)
12. By the Way
13. Take My Hand and Keep Running
14. With Heads Held High

## Singleauskopplungen
1. We Say So
2. I Believe
3. The Pirate Song (feat. Guido Knollmann)

## Rezensionen
Nico Schuth von Alterna-Stage.de vergab 3,5/5 Punkte und schreib beispielsweise: „Ports & Chords hat durchaus seine Höhepunkte, jedoch gehen diese in der Menge an Füllmaterial unter“.

## Chartplatzierungen
Ports & Chords stieg am 8. Februar 2013 für eine Woche in die deutschen Singlecharts ein und belegte dabei Platz 27. Es avancierte zum vierten Chartalbum der Band in Deutschland.
| ChartsChartplatzierungen | Höchstplatzierung | Wochen |
| ------------------------ | ----------------- | ------ |
| Deutschland (GfK)        | 27 (1 Wo.)        | 1      |